# Engelbert Humperdinck (zpěvák)
Engelbert Humperdinck, vlastním jménem Arnold George Dorsey (* 2. května 1936 Madrás, Britská Indie) je britský popový zpěvák – crooner a hudební skladatel, který se věnuje hudbě od svých 11 let.
Začínal jako performer na konci 50. let pod jménem „Gerry Dorsey“, později přijal jméno německého skladatele Engelberta Humperdincka jako umělecké jméno a úspěch zaznamenal poté, co se v roce 1965 spojil s manažerem Gordonem Millsem. Jeho balady „Release Me“ a „The Last Waltz“ se v roce 1967 umístily na vrcholu britského žebříčku singlů a každého se prodalo více než milion kusů. Humperdinck rychle zaznamenal další velké hity, jako „There Goes My Everything“ (1967), „Am I That Easy to Forget“ (1968) a „A Man Without Love“ (1968). Získal si přitom velké množství příznivců a někteří z jeho nejoddanějších fanoušků si říkali „Humperdinckers“. Tři jeho singly patřily v 60. letech ve Spojeném království mezi nejprodávanější.

## Život
Narodil se v roce 1936 v indickém městě Madrás (dnes Čennaí) do rodiny poddůstojníka britské koloniální armády, která měla deset dětí. Otec Mervyn Dorsey byl velšského původu a jeho manželka Olive byla podle zpěváka německého původu. Různé zdroje také uvádí, že má anglo-indický původ. V roce 1946 rodina přesídlila do anglického Leicesteru. Tam se o rok později začal učit hrát na saxofon, na který později hrál v nočních klubech. Se zpěvem začal v 17 letech a v roce 1958 natočil první singl I'll Never Fall in Love Again, který nezaznamenal větší ohlas. Rozjíždějící se kariéru přibrzdilo v roce 1961 onemocnění tuberkulosou. Po vyléčení se vrátil k účinkování v nočním klubu a dále používal přezdívku „Gerry Dorsey“. Až v roce 1965 se spojil s manažerem Toma Jonese Gordonem Millsem, který mu zařídil nahrávání pod uměleckým jménem „Engelbert Humperdinck“ podle někdejšího německého romantického hudebního skladatele. V tu dobu již byl ženatý s Patricií Healey. Od roku 2001 žije střídavě v Británii a v Kalifornii.

## Kariéra
První píseň, kterou na sebe Engelbert Humperdinck upoutal pozornost, byla v roce 1966 Dommage, Dommage. Kariéra se poté začala prudce rozvíjet. Počátkem roku 1967 natočil velmi úspěšný singl Release Me / Ten Guitars. Během téhož roku natočil další hity jako There Goes My Everything, Everybody Knows (We’re Through) a Last Waltz.

### Diskografie
Mezi lety 1966 až 2018 vydal 100 alb a 43 singlů.

### Ohlas v Československu
Skladby z repertoáru Engelberta Humperdincka, jejichž coververze natočili čeští zpěváci:
- A Man Without Love (1968) – (orig. Quando m'innamoro, Anna Identici, 1968) – Má živá voda (W. Matuška, 1968)
- Dommage, Dommage (1966) – Co máš, to máš (M. Chladil, 1968)
- Everybody Knows (We’re Through) (1967) – (orig. The Dave Clark Five, 1967) – Nebudu už říkat přísloví (M. Drobný, 1968)
- Last Waltz (1967) – Poslední waltz (Z. Pantůček, 1968)
- Les Bicyclettes de Belsize (1968) – Zavřu teď krám s básněmi (K. Gott, 1969)
- Live And Just Let Live (1971) – Tady na zemi (K. Hála, 1973)
- Release Me (1967) – (orig. Eddie Miller, 1949) – Trouba (L. Bílá, 1998), Smutný dům (K. Hála, 1967)
- Ten Guitars (1967) – Šest kytar (P. Pospíšil, 1968)
- There Goes My Everything (1967) – (orig. Jack Greene, 1966) – Ztrácím svou lásku (Milan Drobný, 1967), Tam, kde jsi láskou měl žít (K. Vosmanská a Taxmeni, 1978)
- When There's No You (1971) – Konec milování (P. Bartoň, 1973)
- Winter World of Love (1969) – Vítr, déšť a já (M. Chladil, 1972)